# ألبرت إيفرز
ألبرت إيفرز (بالإنجليزية: Albert Evers)‏ (1868 في المملكة المتحدة - ) هو لاعب كرة قدم بريطاني (وحمل سابقاً جنسية المملكة المتحدة لبريطانيا العظمى وأيرلندا) في مركز الدفاع. لعب مع برمنغهام سيتي.